# Battista Acquaviva
Battista Acquaviva (L'Île-Rousse, 5 de agosto de 1984) es una cantante francesa. Con un registro de mezzosoprano y coloratura, su voz puede abarcar tres octavas. 
Es hija de Nando Acquaviva, figura cultural corsa, músico y musicólogo. Descrita como una voz tiple por el etnomusicólogo Bernard Lortat-Jacob, su voz ha sido objeto de numerosos análisis científicos. El periódico Corse-Matin la considera «una de las voces más increíbles de Córcega».
También es conocida por su participación en la cuarta temporada de The Voice : La Plus Belle Voix en 2015. En 2019, fue una de las candidatas al programa Destination Eurovision con el objetivo de representar a Francia en el Festival de la Canción de Eurovisión 2019, con la canción «Passio». En la primera semifinal, quedó en sexto lugar.

## Biografía y carrera artística

### Primeros años de vida
Fue en 1988 cuando su padre, Nando Acquaviva, la introdujo a la música. Comenzó a tomar clases de violín con un profesor particular en 1994 y continuó durante 10 años. Battista también recibió clases magistrales de Guillemette Laurens y posteriormente de técnica vocal con Martine Viard; además, recibió numerosas clases magistrales de voces de músicas del mundo, como la cantante árabe-andaluza Amina Alaoui.
En 2001, ingresó en la Universidad de Bastia para estudiar literatura. Continuó sus estudios entre 2003 y 2004 en la Universidad de Pisa, donde obtuvo una Maestría en Literatura con honores. También obtuvo un Doctorado en Literatura en 2007 con una tesis sobre los mitos de las mujeres en Balzac.

### Carrera
Destacada por Caroline Bourgine en 2005 en France Culture, cantó a dúo en 2008 con el corso Antoine Ciosi. Sus espectáculos de música tradicional corsa, Canti Corsi (2010) y Les Ailes de la voix (2012), la dieron a conocer en Córcega y Francia. 
En 2012, fue descubierta por el pianista y jazzista francés de origen armenio André Manoukian, con quien actuó ese mismo año en el Théâtre de Bastia, un recinto que Battista ya conocía bien. Ese mismo año, Battista le permitió grabar un EP de cuatro temas titulado Che Notte en un convento de Balagne. También grabó el álbum Canti Corsi (2012) con un coro masculino que incluía a Ceccè Pesce y su hermano Maï Pesce (famoso tenor corso) y Jean-Marc Bertrand del gran grupo corso I Chjami Aghjalesi y Voce di Corsica.
En 2013, Battista apareció en el libro 50 tubes qui ont fait l'histoire de la chanson corse por su interpretación del himno corso «Dio vi salvi Regina».
Battista Acquaviva se especializa en los microintervalos de la música tradicional corsa y toca la cetera. El canto corso tiene varios intervalos específicos, incluyendo la terza mezana, una tercera mayor menor y otras notas descubiertas por su padre, Nando Acquaviva. Su difusión se ha extendido gracias a la práctica de la mimofonía, un método inventado por Nando Acquaviva y objeto de una colaboración de investigación con el IRCAM (Institut de Recherche et Coordination Acoustique/Musique - Universidad de Córcega - Voce).
Battista Acquaviva participó en la cuarta temporada de The Voice : La Plus Belle Voix de TF1. Su audición a ciegas, grabada en noviembre de 2014, se emitió el sábado 10 de enero de 2015. Interpretó el «Psaume de David», una canción tradicional corsa. El jurado la aprobó por unanimidad y eligió a Jenifer como su coach.
En el equipo de Jenifer, compitió contra Rany Boechat por la canción «Hijo de la luna» de Mecano, ganando el duelo y clasificándose para la ronda final. Interpretó «Greensleeves» (una canción tradicional) contra Johanna Serrano y Diem (el 28 de marzo de 2015), ganando la ronda final y clasificándose para los shows en vivo.
El 4 de abril, cantó en vivo por primera vez en TF1, interpretando la canción «A Whiter Shade of Pale» (Procol Harum). Avanzó directamente a cuartos de final gracias a los votos de los espectadores. El 11 de abril, Battista interpretó «S'il suffisait d'aimer» de Céline Dion. Al final del programa en horario estelar, no fue rescatada por el público, pero su entrenadora, Jenifer, decidió salvarla, avanzando así a la gira y a las semifinales. El 18 de abril, interpretó «Ellens dritter Gesang» de Schubert y compartió un dueto con su competidora Côme en «Take Me to Church» de Hozier. Al final de la competencia principal, fue eliminada justo antes de la final.
La noche de su eliminación de The Voice, Battista publicó en redes sociales un vídeo de su próximo proyecto musical. Anunció que había firmado un contrato con Decca Records (filial de Universal Music). Compartió un vídeo del videoclip de la canción «Psaume de David», que la había convertido en una figura conocida la noche de su audición para la cuarta temporada de The Voice : La Plus Belle Voix.
El 1 de junio de 2015, lanzó su primer álbum, Les Chants de Liberté, en el que cantó en nueve idiomas (italiano, corso, búlgaro, francés, inglés, euskera, español, griego y armenio).
Tras el lanzamiento del álbum, abrió el concierto de I Muvrini en el Zénith Paris en diciembre de 2016. El 4 de octubre de 2017, anunció que estaba trabajando en su segundo álbum, que acababa de terminar de grabar. Este álbum ha sido producido por Florent Bidoyen, quien ya ha colaborado con artistas como Les Stentors, Les Prêtres y Vincent Niclo.
El 6 de diciembre de 2018, anunció su selección para participar en el programa Destination Eurovision de France 2, con el objetivo de representar a Francia en el Festival de la Canción de Eurovisión 2019. La canción «Passio» fue coescrita por la propia Battista e interpretada íntegramente en corso. El sencillo se lanzó el 11 de enero de 2019.  Al día siguiente, participó en la primera semifinal, donde quedó en sexto lugar.
El 18 de enero de 2019, tras su participación en Destination Eurovision, lanzó un nuevo sencillo, «Parla più piano», de la banda sonora de la película El padrino. Forma parte del álbum Céleste, que lanzó el 15 de marzo de 2019.

## Discografía

### Álbumes
- 2012: Che Notte
- 2015: Les Chants de Liberté
- 2019: Céleste